# Паренті
Паренті (італ. Parenti, сиц. Parenti) — муніципалітет в Італії, у регіоні Калабрія, провінція Козенца.
Паренті розташоване на відстані близько 450 км на південний схід від Риму, 34 км на північний захід від Катандзаро, 21 км на південний схід від Козенци.
Населення — 2208 осіб (2014).
Щорічний фестиваль відбувається третьої неділі липня. Покровитель — Madonna del Carmine.

## Демографія
Населення за роками:

Станом на 1 січня 2023 року в муніципалітеті офіційно проживало 18 іноземців з 6 країн, серед них 9 громадян країн Євросоюзу.

## Сусідні муніципалітети
- Априльяно
- Б'янкі
- Колозімі
- Марці
- Рольяно
- Таверна